# Radovan Kuchař
Radovan Kuchař (22. října 1928, Turnov – 30. dubna 2012, Hrubá Skála) byl český horolezec, který v 50. a 60. letech 20. století patřil mezi světovou špičku.
Začal lézt ve 40. letech 20. století na Hruboskalsku. Po roce 1945 poprvé navštívil Vysoké Tatry. Kromě velkého množství výstupů na pískovcových věžích v Českém ráji a v rámci přípravy na velehory také ve Vysokých Tatrách, kde se podílel na zimním přechodu hlavního hřebene, uskutečnil hodnotné výstupy v Alpách, pověstnými stěnami, jako severní stěna Grands Charmoz (1956), západní a severní stěna Petit Dru (1957), "Hruška" ve východní stěně Mont Blancu (1959) a Walkerův pilíř Grandes Jorasses, severní stěny Matterhornu, Eigeru a Cimy Grande (1961). Jeho výstup na Eiger severní stěnou ztvárnil v povídce Výstup na Eiger Ota Pavel.
Významné výstupy a prvovýstupy vykonal také na Kavkaze – první opakování Chergianiho cesty na Donguz Orun s novou variantou a první opakování výstupu na Nakra Tau doplnil prvovýstup na tento vrchol: Severní stěna středem (Karel Cerman, Oldřich Kopal, Radovan Kuchař, 1959). Vynikajícího výkonu dosáhl s Oldřichem Kopalem na pětitisícovce Dychtau. Abalakovovu cestu, kterou lezl tým Vitalije Abalakova týden, zdolali jen s jedním bivakem. V roce 1965 se účastnil 1. československé expedice do Hindúkuše korunované prvovýstupem na šestitisícovou Uparisínu.
Mezi jeho nejčastější lezecké partnery patřili Karel Cerman, Oldřich Kopal, v Alpách také Zdeno Zibrín ze Slovenska. O svých výstupech napsal knihu 10 velkých stěn.
Po pádu v roce 1966 na věži Barberina (po ulomení chytu) v Příhrazech v Českém ráji utrpěl špatně léčitelný úraz kotníku (4 operace). Tím bylo ukončeno období jeho špičkových výstupů. V roce 1968 vyvěsil na věži Liberecké radnice po invazi vojsk Varšavské smlouvy na protest černou vlajku, což mu přineslo zákaz vycestování mimo blok socialistických zemí.
Za komunistického Československa oceněn titulem zasloužilý mistr sportu, členem reprezentačního družstva 1951 až 1966. Byl čestným členem Českého horolezeckého svazu, v roce 2000 byl vyhlášen horolezcem 20. století České republiky.
V registrech svazků StB byl vedený jako důvěrník pod krycím jménem Josef.

## Přehled významných výstupů

### Vysoké Tatry
- Malý Kežmarský šít, Cesta přes Ucho, prvovýstup (1950)
- Javorový štít, severní stěna, prvovýstup (1952)
- Galerie Ganku, prvovýstup (1954)
- Gerlachovský štít, Birkenmajerova cesta, první zimní výstup (1953)
- Galeria Ganku, Stanislawského cesta, první zimní výstup (1955)
- Hlavní hřeben Vysokých Tater od západu na východ, léto (1953)
- Hlavní hřeben Vysokých Tater od východu na západ, zima (1953 a 1955)

### Alpy
- Aiguille du Grands Charmoz, severní stěna (1956) s Karlem Cermanem
- Petit Dru, západní stěna, Magnoneho cesta (1957) s Oldřichem Kopalem
- Petit Dru, severní hrana (1959) se Zdeno Zibrínem
- Mont Blanc, východní stěna, cesta Poire (1959) se Zdeno Zibrínem
- Grandes Jorasses, Walkerův pilíř (1959) se Zdeno Zibrínem
- Matterhorn, severní stěna, cesta bratří Schmidů (1961) se Zdeno Zibrínem
- Eiger, severní stěna klasickou cestou (1961) se Zdeno Zibrínem
- Cima Grande di Lavaredo, severní stěna Comiciho cesta (1961)
- Pic Badile, severní stěna, Cassinova cesta (1964)

### Kavkaz
- Donguz Orun, severní stěna, Chergianiho cesta, 1. opakování s novou variantou (1959) s Oldřichem Kopalem a Karlem Cermanem
- Nakra Tau, severní stěna, prvovýstup (1959) s Oldřichem Kopalem a Karlem Cermanem
- Dychtau, severní stěna, Abalakovova cesta 2. opakování (1962) s Oldřichem Kopalem a Zdeno Zibrínem

### Hindúkúš
- Uparisína (6260 m), prvovýstup české expedice na štít (1965)[6]
- Kuh-i-Herad, prvovýstup české expedice (1965)

## Dílo
- Deset velkých stěn, literárně zpracoval Arnošt Černík, 1. vydání 1963.
- Z Tatier na Eiger (se Zdeno Zibrínem) (1964)